# Foot Ball Club Matera 1967-1968
Questa voce raccoglie le informazioni riguardanti il Foot Ball Club Matera nelle competizioni ufficiali della stagione 1967-1968.

## Rosa
| N. |                   | Ruolo | Calciatore         |
| -- | ----------------- | ----- | ------------------ |
| -  | Italia (bandiera) | P     | Vincenzo Antezza   |
| -  | Italia (bandiera) | P     | Emanuele Quadrello |
| -  | Italia (bandiera) | D     | Diego Giannattasio |
| -  | Italia (bandiera) | D     | Danilo Mayer       |
| -  | Italia (bandiera) | D     | Mirvano Pertile    |
| -  | Italia (bandiera) | D     | Angelino Rosa      |
| -  | Italia (bandiera) | C     | Antonio Buccione   |
| -  | Italia (bandiera) | C     | Franco Castelletti |

| N. |                   | Ruolo | Calciatore         |
| -- | ----------------- | ----- | ------------------ |
| -  | Italia (bandiera) | C     | Nicola Chiricallo  |
| -  | Italia (bandiera) | C     | Giuseppe De Palma  |
| -  | Italia (bandiera) | C     | Claudio Demenia    |
| -  | Italia (bandiera) | A     | Aldo Busilacchi    |
| -  | Italia (bandiera) | A     | Capuano            |
| -  | Italia (bandiera) | A     | Angelo Carella     |
| -  | Italia (bandiera) | A     | Procolo Jancarelli |
| -  | Italia (bandiera) | A     | Luigi Toschi       |

## Risultati

### Girone di andata
| 1ª giornata | Matera | 1 – 0 | Turris |  |

| 2ª giornata | Ischia | 0 – 0 | Matera |  |

| 3ª giornata | Matera | 4 – 0 | Juve Stabia |  |

| 4ª giornata | Nocerina | 0 – 1 | Matera |  |

| 5ª giornata | Sessana | 0 – 3 | Matera |  |

| 6ª giornata | Matera | 2 – 0 | Policoro |  |

| 7ª giornata | Puteolana | 2 – 2 | Matera |  |

| 8ª giornata | Matera | 2 – 0 | Savoia |  |

| 9ª giornata | Angri | 0 – 0 | Matera |  |

| 10ª giornata | Matera | 3 – 0 | Maddalonese |  |

| 11ª giornata | Melfi | 0 – 1 | Matera |  |

| 12ª giornata | Matera | 0 – 0 | Paganese |  |

| 13ª giornata | Battipagliese | 1 – 1 | Matera |  |

| 14ª giornata | Matera | 7 – 1 | Bernalda |  |

| 15ª giornata | Acerrana | 0 – 1 | Matera |  |

| 16ª giornata | Matera | 3 – 0 | Benevento |  |

| 17ª giornata | Scafatese | 0 – 0 | Matera |  |

### Girone di ritorno
| 18ª giornata | Turris | 0 – 0 | Matera |  |

| 19ª giornata | Matera | 3 – 0 | Ischia |  |

| 20ª giornata | Juve Stabia | 0 – 1 | Matera |  |

| 21ª giornata | Matera | 2 – 0 | Nocerina |  |

| 22ª giornata | Matera | 3 – 2 | Sessana |  |

| 23ª giornata | Policoro | 0 – 1 | Matera |  |

| 24ª giornata | Matera | 3 – 0 | Puteolana |  |

| 25ª giornata | Savoia | 1 – 0 | Matera |  |

| 26ª giornata | Matera | 1 – 0 | Angri |  |

| 27ª giornata | Maddalonese | 0 – 1 | Matera |  |

| 28ª giornata | Matera | 2 – 0 | Melfi |  |

| 29ª giornata | Paganese | 1 – 0 | Matera |  |

| 30ª giornata | Matera | 2 – 1 | Battipagliese |  |

| 31ª giornata | Bernalda | 0 – 1 | Matera |  |

| 32ª giornata | Matera | 5 – 0 | Acerrana |  |

| 33ª giornata | Benevento | 0 – 0 | Matera |  |

| 34ª giornata | Matera | 3 – 1 | Scafatese |  |

## Statistiche

### Statistiche di squadra
| Competizione | Punti | Totale | Totale | Totale | Totale | Totale | Totale |
| Competizione | Punti | G      | V      | N      | P      | Gf     | Gs     |
| ------------ | ----- | ------ | ------ | ------ | ------ | ------ | ------ |
| Serie D      | 56    | 34     | 24     | 8      | 2      | 59     | 10     |

### Statistiche dei giocatori
| Giocatore       | Campionato | Campionato |
| Giocatore       | Pres       | Gol        |
| --------------- | ---------- | ---------- |
| V. Antezza      | 10         |            |
| A. Buccione     | 27         | 2          |
| A. Busilacchi   | 32         | 24         |
| Capuano         | 26         | 5          |
| A. Carella      | 30         | 14         |
| F. Castelletti  | 11         | 1          |
| N. Chiricallo   | 27         | 0          |
| G. De Palma     | 6          | 0          |
| C. Demenia      | 32         | 6          |
| D. Giannattasio | 32         | 0          |
| P. Jancarelli   | 7          | 2          |
| D. Mayer        | 33         | 1          |
| M. Pertile      | 29         | 0          |
| E. Quadrello    | 26         |            |
| A. Rosa         | 31         | 0          |
| L. Toschi       | 11         | 4          |